# فوكوفار

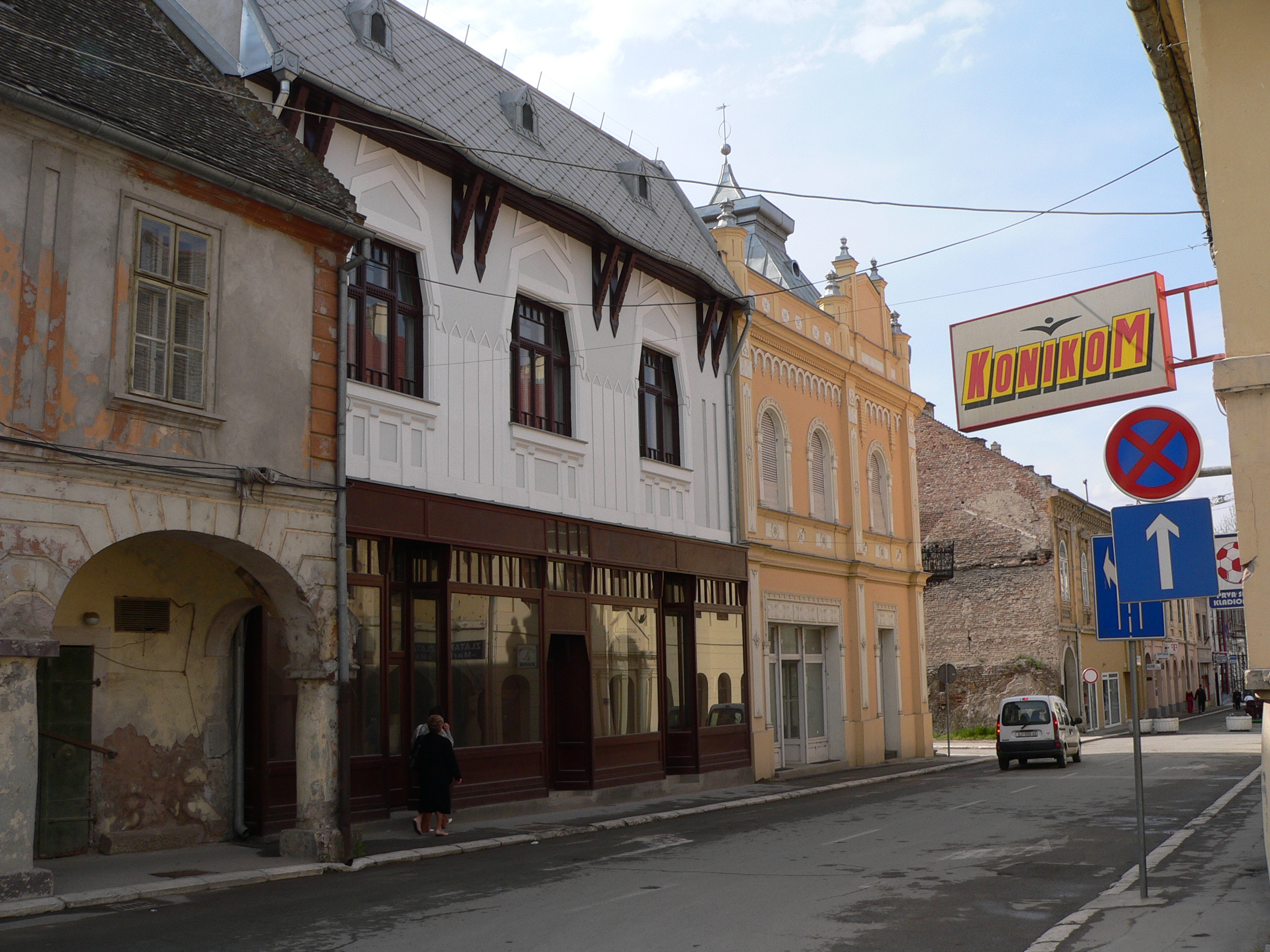
الطابع المعماري في فوكوفار

مدينة فوكوفار هي مدينة كرواتية وهي مركز مقاطعة فوكوفار-سيرميا. يبلغ عدد سكنها 28000 نسمة

## توأمة
لفوكوفار اتفاقيات توأمة مع كل من:
- باتش
- موستار
- دوبروفنيك
- سينج

## أعلام
- دامير مارتن
- فاغنر ريبيرو
- ميلان ماتشفان
- داريو كريشيتش
- سينيشا ميهايلوفيتش